# Hawkhurst
Hawkhurst is een civil parish in het bestuurlijke gebied Tunbridge Wells, in het Engelse graafschap Kent met 4911 inwoners.

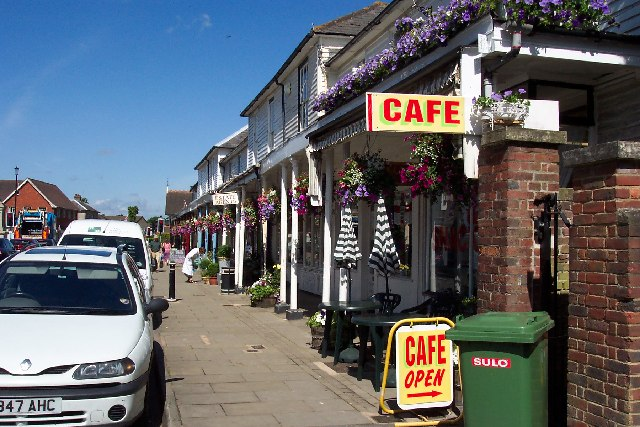
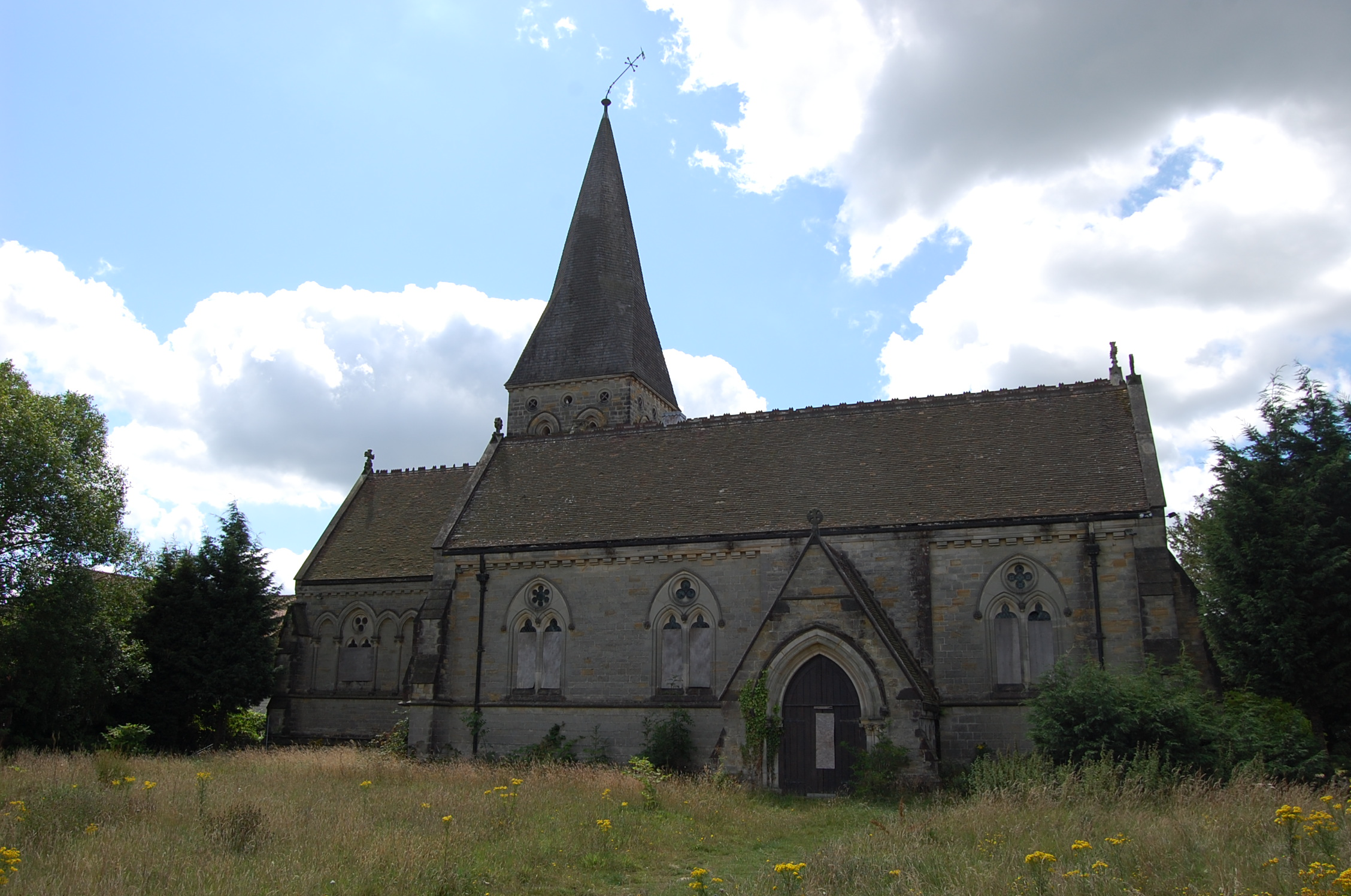